# Aeroportul Langtang
Aeroportul Langtang (IATA: LTG, ICAO: VNLT) este un aeroport din Central Development Region⁠(d), Nepal.
aeroportul dispune de o singură pistă.